# (17135) 1999 JD82
A (17135) 1999 JD82 a Naprendszer kisbolygóövében található aszteroida. A LINEAR projekt keretében fedezték fel 1999. május 12-én.